# Santa Maria de is Aquas
Santa Maria de is Aquas (Santa Maria delle Acque) è un titolo dato alla Madonna. Viene venerata nelle località termali di Sardara. È la massima patrona della diocesi di Ales-Terralba.

## Storia

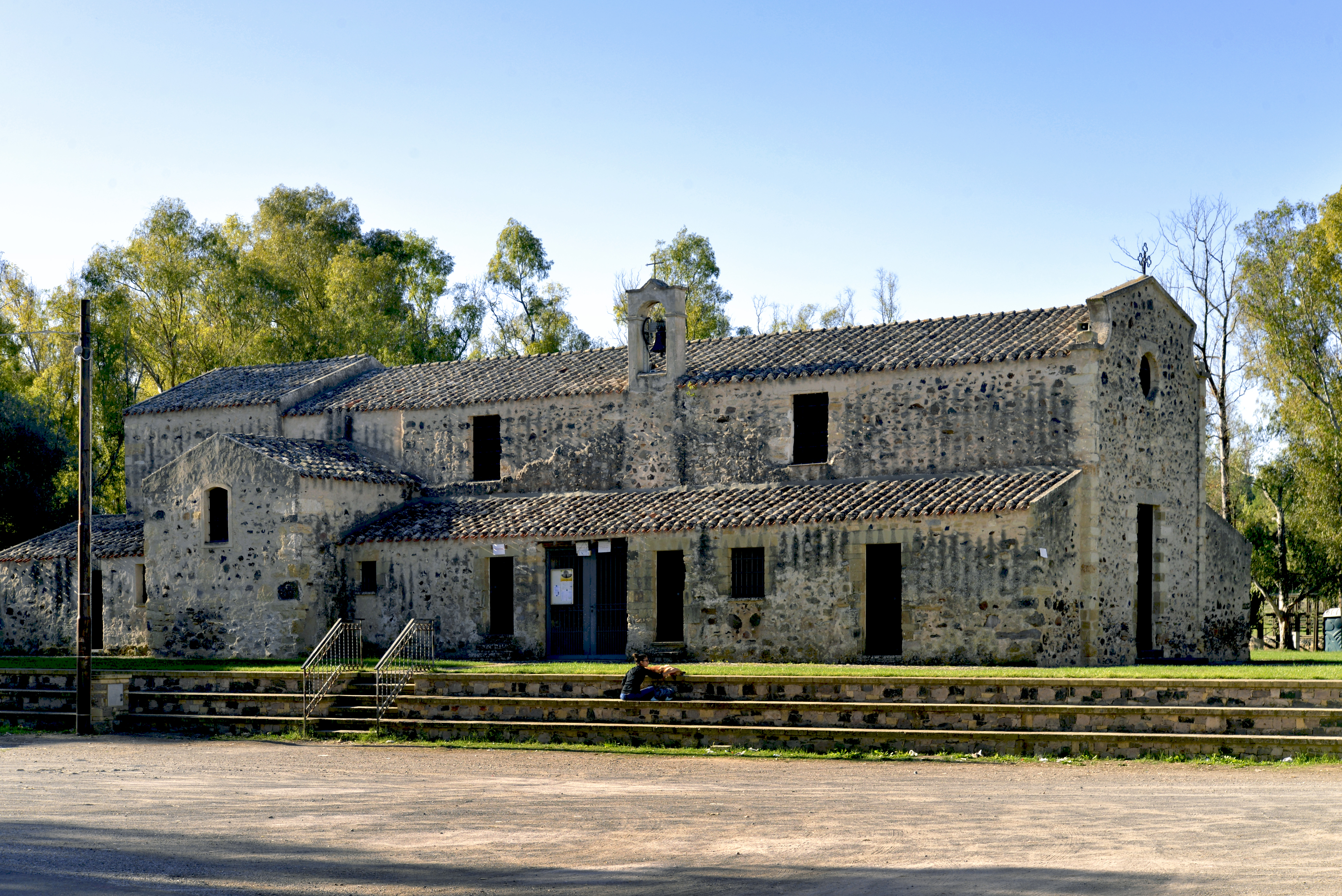
Chiesa Santa Maria de is Aquas

I romani sfruttarono le terme di Sardara già con delle strutture apposite tanto che anche in epoca antica le terme erano conosciute e famose. Il re del giudicato di Arborea, Ugone II, era un ospite fisso per curare la sua gotta. Nella località termale intorno al 1200 fu edificata la chiesa gotica, (sorta su preesistenti architetture risalenti probabilmente ai primi secoli dell'era cristiana), il cuore del culto verso la Madonna. Per sfuggire alle incursioni barbaresche gli abitanti di Villa Abbas, si rifugiarono a Sardara, ma prima nascosero la statua della Madonna nei ruderi degli antichi bagni romani. Alla fine delle incursioni, fu ritrovato il simulacro della Vergine vicino ad una fonte termale. Per questo la Madonna fu chiamata "Santa Maria ad Aquas", mentre prima era chiamata la Madonna del Rimedio, delle Grazie o del Latte Dolce, per alcune caratteristiche del simulacro. La Madonna fu riportata nelle località termali, ma successivamente venne trasferita a Sardara per evitare eventuali furti. Ogni anno tuttavia la Madonna veniva portata nelle località termali una volta all'anno per la festa.

## Chiesa gotica in onore a santa Maria delle Acque
La chiesa in onore a santa Maria Aquas fu edificata tra il tredicesimo e il quattordicesimo secolo su modello gotico. La pianta originale, a croce romana, fu successivamente ampliata e aggiunta di due campate ai lati che in precedenza erano occupate da delle capanne che venivano utilizzate durante la festa, che al tempo era la festa dei poveri, per riunire le persone che giungevano per venerare la santa. Venne restaurata insieme al simulacro della Vergine intorno al sedicesimo secolo. Uno degli ambienti della chiesa viene utilizzato esclusivamente per ospitare il cocchio durante i giorni della festa di santa Maria Aquas, utilizzato per trasportare il simulacro della santa in occasione della festa. Ogni domenica viene celebrata la S. Messa vespertina. Nella chiesa vengono inoltre celebrati molti matrimoni di coppie della diocesi. Il 24 aprile 2016 il vescovo della diocesi Roberto Carboni apre la porta santa della chiesa di Santa Mariaquas in quanto santuario diocesano, secondo la volontà di Papa Francesco che ha indetto per il 2016 un Giubileo straordinario della misericordia.

## Festa di santa Maria Aquas

### Festeggiamenti religiosi
La festa di santa Maria Aquas viene celebrata ogni penultimo lunedì di settembre. I riti religiosi iniziano il sabato prima, quando il simulacro della Vergine viene portato processionalmente dalla chiesa parrocchiale della Beata Vergine Assunta fino alla chiesa campestre delle terme di Santa Maria Aquas, un percorso di circa quattro chilometri, svolto per circa due fuori dal paese. Sono migliaia le persone che partecipano alla processione, assieme alle massime autorità civili e militari di Sardara, numerosi gruppi folk, cavalieri, confratelli e banda musicale. La domenica e il lunedì sono giornate dedicate alle numerose messe celebrate nel Santuario. Il lunedì pomeriggio ha luogo la solenne concelebrazione eucaristica in onore alla Vergine, che essendo la massima patrona della diocesi di Ales-Terralba, viene presieduta dal vescovo della diocesi e concelebrata dal parroco di Sardara e da tutti i sacerdoti della diocesi alla presenza delle massime autorità civili e militari del comune termale. 

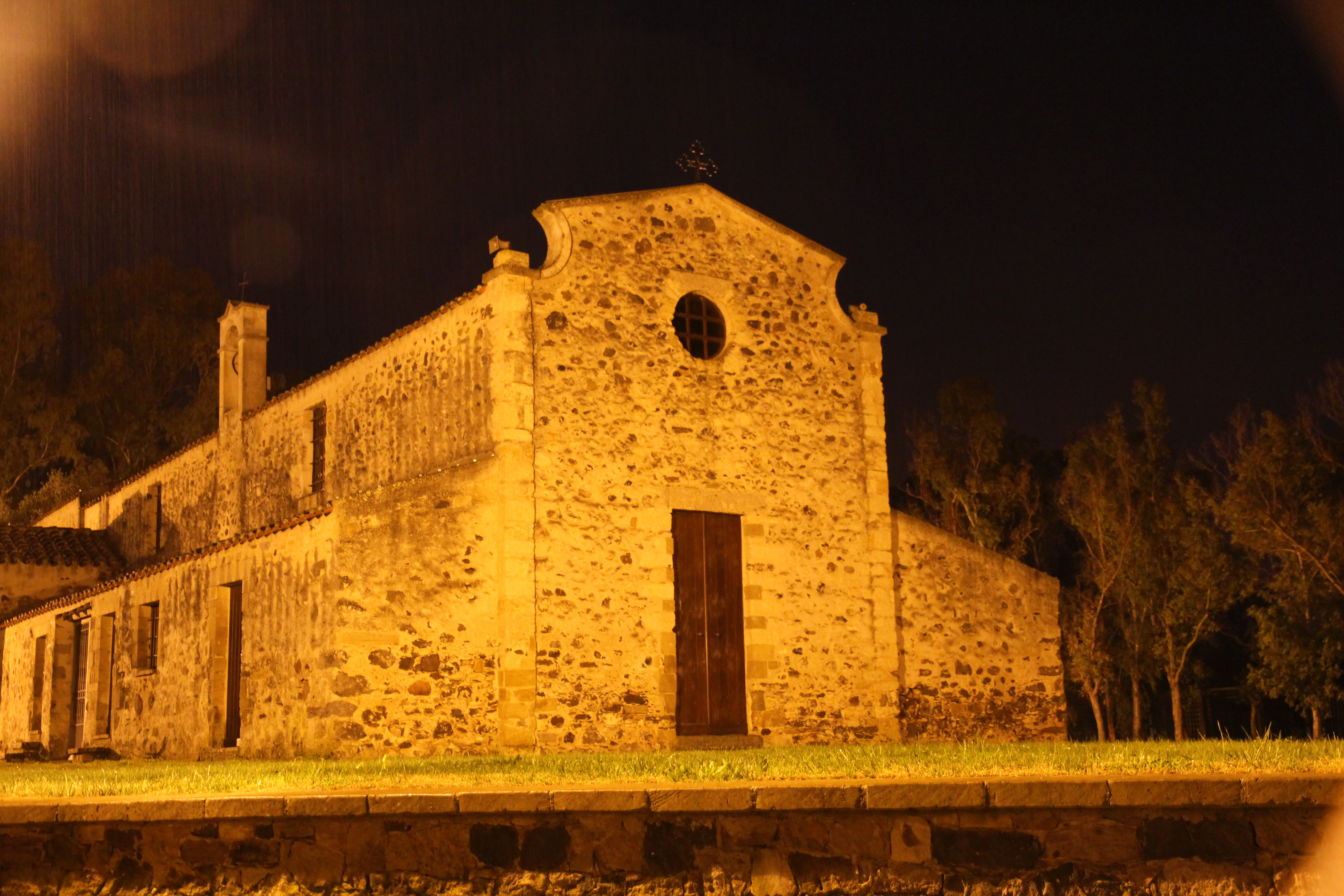

Questa celebrazione viene effettuata all'aperto e vede la partecipazione di migliaia di persone. Il giorno successivo il simulacro processionale viene riportato alla chiesa parrocchiale di Sardara dove viene conservata tutto l'anno, accompagnato dal vescovo della diocesi di Ales-Terralba e dal parroco di Sardara, dai cavalieri, gruppi folk e banda musicale. L'arrivo del simulacro nel sagrato parrocchiale viene accolto dal discorso finale del vescovo (nel 2015 Corrado Melis, neo vescovo di Ozieri ma nato e cresciuto a Sardara e molto legato a santa Maria Aquas) e dalla benedizione eucaristica.
La festa di santa Maria Aquas viene celebrata anche a maggio, venendo anche chiamata "sa festa de is pastoris" (la sagra dei pastori) ma in tono decisamente minore rispetto a quella ben più importante di settembre.

### Festeggiamenti civili
La festa di santa Maria Aquas è una delle più importanti della Sardegna. Nella località termale, sono numerosissimi i venditori che giungono da tutta l'isola. Numerosi gli avvenimenti folkloristici, che tuttavia vengono svolti nel paese e non nella località termale per decisione dello stesso paese. Vede la partecipazione di centinaia di migliaia di persone provenienti da tutta l'Isola, dalla penisola e anche dall'estero, nei quattro giorni della festa.